# FC Blau-Weiß Linz

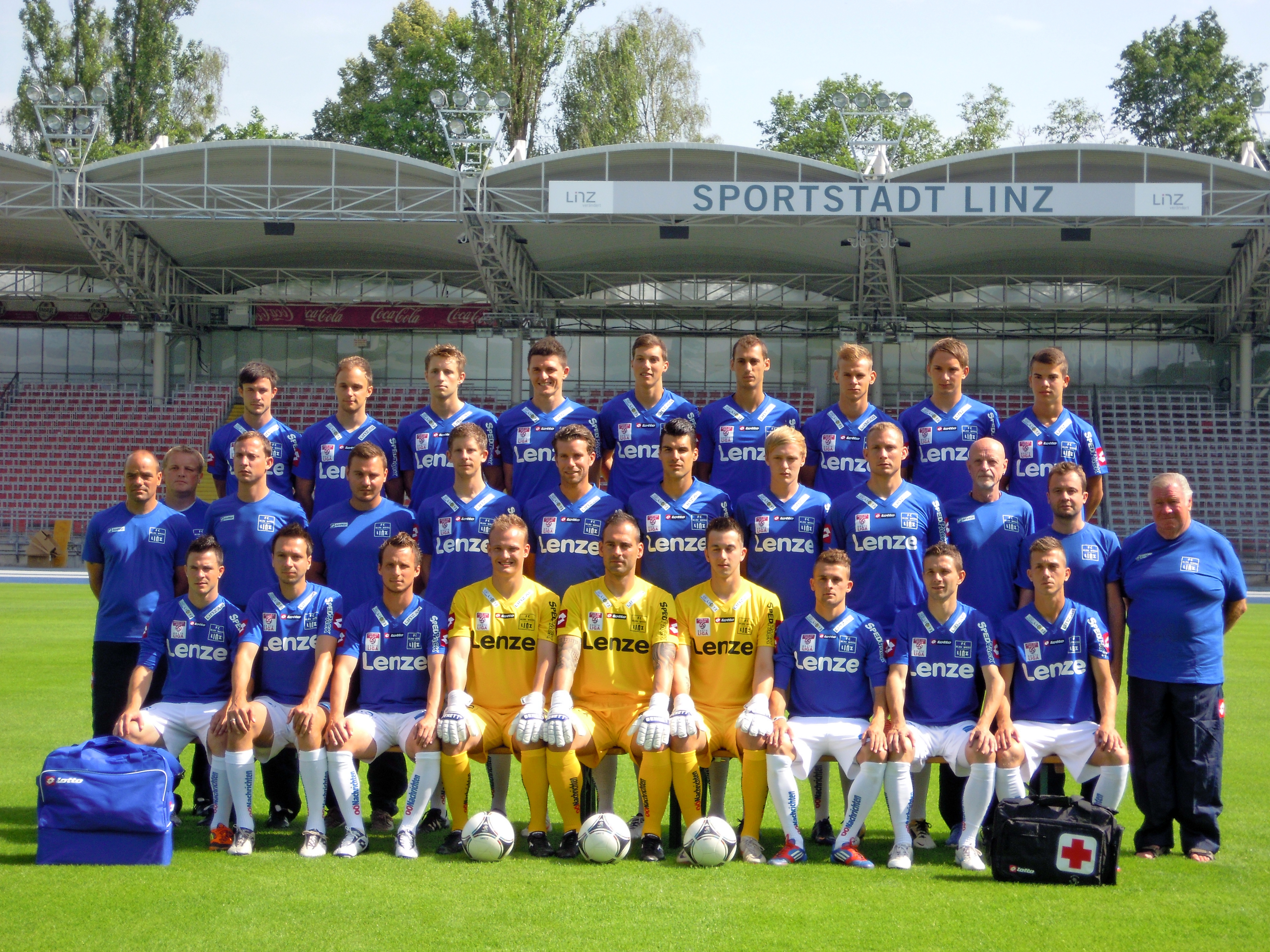
Team van 2012-2013

FC Blau-Weiß Linz is een Oostenrijkse voetbalclub uit Linz, de hoofdstad van de deelstaat Opper-Oostenrijk. De vereniging werd in 1997 opgericht en speelt de thuiswedstrijden in het Donauparkstadion. De traditionele kleuren blauw en wit verwijzen naar de naam.

## Geschiedenis
FC Blau-Weiß Linz werd op 2 juli 1997 boven de doopvont gehouden. Het was de opvolger van FC Linz dat met grote broer Linzer ASK gefusioneerd was. Hoewel het juridisch gezien niet de opvolger is, is dat moreel gezien wel het geval en is het ook de opvolger van SV Austria Tabak Linz. 
De eerste wedstrijd werd op 19 augustus gewonnen met 2-1 van ASKÖ Donau Linz. De club begon in de 1. Landesliga van Oberösterreich (vierde klasse) en werd daar kampioen in 2000. In 2002/03 werd de club met grote voorsprong kampioen. Promotie was echter niet rechtstreeks en in de eindronde won de club uit met 0-2 van BSV Bad Bleiberg. In het eigen stadion voor 8.000 toeschouwers stond de club in de rust met 2-1 voor, maar verloor uiteindelijk nog met 2-4, waardoor Bad Bleiberg promoveerde op basis van de regel van uitdoelpunten. Hierna ging het bergaf, uitgerekend op het tienjarig jubileum in 2007 degradeerde de club uit de Regionalliga naar de Landesliga. Na één seizoen kon de club echter terugkeren. 
Het duurde niet lang vooraleer een nieuwe stap gemaakt kon worden: in 2011 slaagde de club erin te promoveren naar de Erste Liga - de huidige 2.Liga - en kwam daarin enkele seizoenen uit tegen rivaal LASK. Na een zesde plaats degradeerde de club in 2013. In 2016 konden ze opnieuw promotie afdwingen. Na een zevende plaats werd de club laatste in 2018, maar ontliep een degradatie omdat de tweede klasse uitgebreid werd van tien naar zestien clubs. Na een vijfde en een tiende plaats werd de club kampioen in 2021, maar vroeg geen licentie aan om te promoveren. De club komt sinds het seizoen 2023/2024 weer uit in de , nadat het kampioen werd van de 2. Liga. Sinds dat seizoen speelt de club ook in het nieuw gebouwde Hofmann Personal Stadion.

## Divisies
- 1997-2000 : 1. Landesliga Oberösterreich
- 2000-2007 : Regionalliga Mitte
- 2007-2008 : Oberösterreich-Liga
- 2008-2011 : Regionalliga Mitte
- 2011-2013 : Erste Liga (huidige 2. Liga)
- 2013-2016 : Regionalliga Mitte
- 2016-2023 : 2. Liga
- 2023-heden : Bundesliga

## Overzichtslijsten

### Eindklasseringen vanaf 2000
- 2000 1e
Landesliga
- 2001 7e
Regionalliga
- 2002 2e
Regionalliga
- 2003 1e
Regionalliga
- 2004 5e
Regionalliga
- 2005 10e
Regionalliga
- 2006 12e
Regionalliga
- 2007 14e
Regionalliga
- 2008 1e
Landesliga
- 2009 7e
Regionalliga
- 2010 2e
Regionalliga
- 2011 2e
Regionalliga
- 2012 6e
2. Liga
- 2013 10e
2. Liga
- 2014 6e
Regionalliga
- 2015 3e
Regionalliga
- 2016 1e
Regionalliga
- 2017 7e
2. Liga
- 2018 10e
2. Liga
- 2019 5e
2. Liga
- 2020 10e
2. Liga
- 2021 1e
2. Liga
- 2022 3e
2. Liga
- 2023 1e
2. Liga
- 2024 9e
Bundesliga
- 2025 6e
Bundesliga

- Bundesliga
- 2. Liga
- Regionalliga
- Landesliga

De 2. Liga stond tot en met 2018 als Erste Liga bekend. 

### Seizoensresultaten vanaf 2009
| Seizoen   | №  | Clubs | Divisie            | Duels | Winst | Gelijk | Verlies | Doelsaldo | Punten | Tsch  |
| --------- | -- | ----- | ------------------ | ----- | ----- | ------ | ------- | --------- | ------ | ----- |
| 2008–2009 | 7  | 16    | Regionalliga Mitte | 30    | 11    | 10     | 9       | 50–35     | 43     | 993   |
| 2009–2010 | 2  | 16    | Regionalliga Mitte | 30    | 15    | 10     | 5       | 49–31     | 55     | 773   |
| 2010–2011 | 2  | 16    | Regionalliga Mitte | 30    | 16    | 9      | 5       | 55–27     | 57     | 1.067 |
| 2011–2012 | 6  | 10    | Erste Liga         | 36    | 13    | 10     | 13      | 49–52     | 49     | 2.378 |
| 2012–2013 | 10 | 10    | Erste Liga         | 36    | 5     | 11     | 20      | 38–67     | 26     | 1.164 |
| 2013–2014 | 6  | 16    | Regionalliga Mitte | 30    | 13    | 3      | 14      | 40–51     | 42     | 930   |
| 2014–2015 | 3  | 16    | Regionalliga Mitte | 30    | 16    | 6      | 8       | 53–34     | 54     | 900   |
| 2015–2016 | 1  | 16    | Regionalliga Mitte | 30    | 22    | 4      | 4       | 89–25     | 70     | 993   |
| 2016–2017 | 7  | 10    | Erste Liga         | 36    | 8     | 15     | 13      | 41–45     | 39     | 1.525 |
| 2017–2018 | 10 | 10    | Erste Liga         | 36    | 5     | 11     | 20      | 35–69     | 26     | 1.159 |
| 2018–2019 | 5  | 16    | 2. Liga            | 30    | 14    | 2      | 14      | 46–48     | 44     | 1.041 |
| 2019–2020 | 10 | 16    | 2. Liga            | 30    | 10    | 7      | 13      | 51–57     | 37     | 657   |
| 2020–2021 | 1  | 16    | 2. Liga            | 30    | 20    | 3      | 7       | 70-31     | 63     |       |
| 2021–2022 | 3  | 16    | 2. Liga            | 30    | 15    | 9      | 6       | 51-27     | 54     |       |
| 2022–2023 | 1  | 16    | 2. Liga            | 30    | 19    | 4      | 7       | 63-27     | 61     |       |